# Dirk De Wolf
Dirk De Wolf (Aalst, 16 de enero de 1961) es un antiguo ciclista belga. Durante su carrera profesional destaca la medalla de plata conseguida en el Campeonato del Mundo de ciclismo de 1990, así como la Lieja-Bastoña-Lieja de 1992.

## Palmarés
| 1983 - 1 etapa de la París-Niza 1985 - Strombeek-Bever 1986 - Cuatro Días de Dunkerque, más 1 etapa 1989 - A través de Flandes 1990 - Druivenkoers Overijse - Liedekerkse Pijl - 1 etapa de la Vuelta a Asturias - 2.º en el Campeonato del Mundo en Ruta | 1991 - Giro de los Apeninos - 1 etapa de la Tirreno-Adriático 1992 - Lieja-Bastoña-Lieja - 1 etapa de los Tres Días de La Panne |

## Resultados en Grandes Vueltas
Durante su carrera deportiva ha conseguido los siguientes puestos en las Grandes Vueltas:
| Carrera         | 1983 | 1984 | 1985 | 1986 | 1987 | 1988 | 1989 | 1990 | 1991 | 1992 | 1993 | 1994 |
| --------------- | ---- | ---- | ---- | ---- | ---- | ---- | ---- | ---- | ---- | ---- | ---- | ---- |
| Giro de Italia  | -    | -    | -    | -    | -    | -    | Ab.  | -    | -    | Ab.  | -    | -    |
| Tour de Francia | -    | -    | -    | 64.º | -    | 86.º | 66.º | -    | Ab.  | 86.º | -    | -    |
| Vuelta a España | -    | -    | -    | -    | -    | -    | -    | -    | Ab.  | -    | -    | -    |
| Mundial en Ruta | -    | -    | -    | 60.º | -    | -    | Ab.  | 2º   | 7º   | Ab.  | -    | -    |